# Mała Kępa

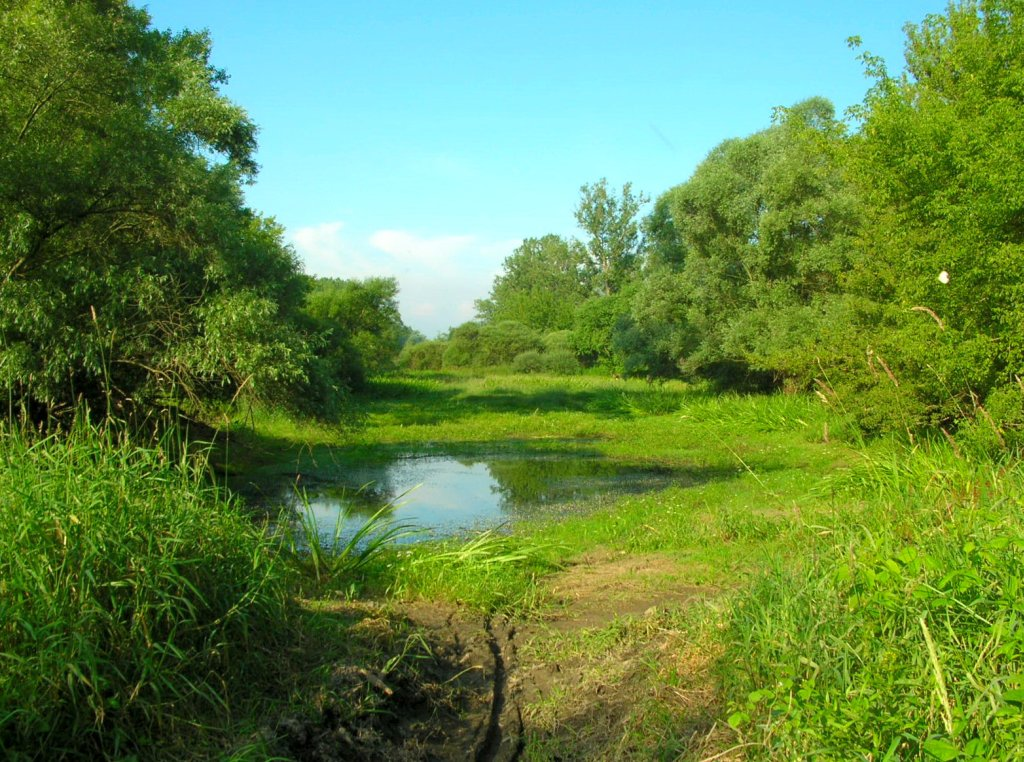
Starorzecza Małej Kępy

Mała Kępa – wieś w Polsce, położona w województwie kujawsko-pomorskim, w powiecie bydgoskim, w gminie Dąbrowa Chełmińska. W latach 1975–1998 miejscowość administracyjnie należała do województwa bydgoskiego.

## Położenie
Mała Kępa położona jest na zachodnim skraju historycznej ziemi chełmińskiej. Miejscowość zlokalizowana jest u podnóża terasy nadzalewowej Doliny Wisły, w obrębie Zakola Dolnej Wisły. 

## Przyroda i rekreacja
Mała Kępa położona jest na obszarze o wysokich walorach przyrodniczych i rekreacyjnych. Otoczona jest od wschodu dużym kompleksem leśnym zwanym Lasem Ostromeckim, który porasta zwydmione, piaszczyste terasy doliny Wisły, położone we wnętrzu tzw. bydgoskiego zakola Wisły. Od strony zachodniej przylegają do niej starorzecza i mokradła doliny zalewowej Wisły porośnięte łęgiem wierzbowym i wikliną nadrzeczną. Tereny te objęte są projektowanym rezerwatem ornitologicznym Mała Kępa Ostromecka. Od 2003 roku miejscowość znajduje się w obrębie Zespołu Parków Krajobrazowych Chełmińskiego i Nadwiślańskiego. Objęta jest również siecią obszarów Natura 2000 pn.: Dolina Dolnej Wisły (obszar specjalnej ochrony ptaków) i Solecka Dolina Wisły. 
Przez Małą Kępę przebiega  pieszy szlak turystyczny im. Krystyny Wyrostkiewicz  (dawniej Orlich Gniazd), który rozpoczyna i kończy się w Ostromecku, przechodząc przez wnętrze bydgoskiego zakola Wisły.

## Dawny cmentarz
Na terenie wsi zlokalizowany jest nieczynny cmentarz ewangelicki.

## Historia
Osadnictwo w Małej Kępie sięga czasów prehistorycznych o czym świadczy odkrycie w latach 1956-1957 cmentarzyska 122 grobów popielnicowych z okresu kultury łużyckiej. W okresie wczesnośredniowiecznym naprzeciw Małej Kępy na przeciwległym, wysokim brzegu Wisły istniał polski gród książęcy Wyszogród, zniszczony przez Krzyżaków w maju 1330 roku.  
Geneza nowożytnej wsi Mała Kępa ma związek z czynszowym osadnictwem olęderskim w dolinie zalewowej Wisły w XVII i XVIII wieku, popieranym przez szlacheckich właścicieli majątku ostromeckiego. Pierwszymi osadnikami byli mennonici. W lipcu 1771 dwór ostromecki zawarł na przeciąg 30 lat z osadnikami holenderskimi z doliny Wisły umowę dzierżawy gruntów i budynków na terenie Małej Kępy. W zamian za uprawnienia dające chłopom pełną swobodę gospodarowania, obowiązani byli oni do: płacenia czynszu rocznego w wysokości 538 pruskich guldenów; 10 dni pańszczyzny sprzężajnej i 60 dni pańszczyzny pieszej, kupowania piwa i wódki tylko wyprodukowanych w ostromeckim browarze i gorzelni oraz prowadzenia na Małej Kępie robót melioracyjnych, tj. kopania rowów i umacniania brzegów faszynami. W 1787 roku wykonano spis majątku ostromeckiego, z którego wynika, że w Małej Kępie mieszkało 77 osób. Natomiast dane z 1812 roku wskazują, że wieś zaliczała się do bogatszych w majoracie ostromeckim. 
W 1828 roku we wsi rozparcelowano obszar 384 mórg pruskich w rezultacie zmian strukturalnych wynikających z pruskiej ustawy uwłaszczeniowej. W XIX wieku we wsi przeważali mało- i średniorolni chłopi. W 1882 roku znajdowało się tu ogółem 21 budynków, w tym 7 domów mieszkalnych, zamieszkanych przez około 45 ewangelików. Miejscowość należała do parafii ewangelickiej w Ostromecku, natomiast dzieci uczęszczały do szkoły w Strzyżawie, a po 1945 roku do szkoły w Ostromecku. W latach 1880–1892 w wyniku prowadzonych prac przy regulacji Wisły dla celów żeglugowych, na brzegu rzeki zbudowano kilkanaście ostróg regulacyjnych, które miały na celu spowolnienie przepływu wody w przestrzeniach między brzegiem a linią regulacyjną, doprowadzając z czasem do zamulenia i zlądowienia tych obszarów. W ciągu kilkudziesięciu lat ukształtowała się docelowa, prosta linia brzegowa oraz zmniejszyła powierzchnia starorzeczy i mokradeł
W latach 1920–1954 Mała Kępa graniczyła z terytorium Zawiśla – prawobrzeżnej enklawy terenu włączonej do terytorium miasta Bydgoszczy, w którym oprócz terenów zalewowych istniała zamieszkana tzw. Kępa Zamkowa. W okresie powojennym wieś uległa w dużej mierze wyludnieniu. W latach 80. XX w. w pasie szuwarów nad Wisłą planowano utworzenie rezerwatu ornitologicznego Mała Kępa Ostromecka.